# 멜라니 레이시만
멜라니 레이시만(Melanie Leishman, 1982년 2월 20일 ~ )은 캐나다의 배우, 영화배우이다.
캐나다에서 태어났다.

## 영화
- 빌로우 허 (2016년) - 클레어 역
- 올드 스톡 (2012년)
- 빅토리아 데이 (2009년)
- 트루 컨페션스 오브 어 할리우드 스타렛 (2008년)
- 네버 크라이 웨어울프 (2008년) - 앤지 브렘록 역